# Pelargoderus siporensis
Pelargoderus siporensis là một loài bọ cánh cứng trong họ Cerambycidae.